# Koji Toriumi
Koji Toriumi (født 9. maj 1995) er en japansk fodboldspiller, som spiller for den japanske fodboldklub JEF United Chiba.